# Romà Planas i Miró
Romà Planas i Miró (La Roca del Vallès, 9 d'abril de 1932 - 7 de setembre de 1995) fou un polític català.

## Biografia
El seu pare, Romà Planas i Plana, fou director general d'Agricultura de la Generalitat de Catalunya durant la Segona República Espanyola i alcalde de la Roca del Vallès, i en acabar la guerra civil espanyola es va exiliar a França amb la seva família.
De 1959 a 1961 fou president de la Joventut Catalana a París i de 1962 a 1972 secretari del Casal de Catalunya de París, on hi fundà les Joventuts del Casal Català. De 1960 a 1965 va dirigir la revista Foc Nou i el 1968 fou un dels fundadors de les Edicions Catalanes de París. En 1982 fou secretari del Club d'Opinió Emprius i el 1983 membre del consell d'administració de Papers de Joventut.
El 1968 va ingressar en el Moviment Socialista de Catalunya, i després en el PSC-Congrés. Va tornar a Catalunya el 1977 com a delegat especial del president Josep Tarradellas i Joan i durant la Generalitat provisional fou director general d'Administració Pública (1979-1980). El 1980-1982 va ser cap del gabinet del president de la Diputació Provincial de Barcelona. Fou elegit diputat a les eleccions al Parlament de Catalunya de 1984 a les llistes del PSC. A les eleccions municipals de 1991 fou escollit regidor de l'ajuntament de la Roca del Vallès. Després de les eleccions del 28 de maig de 1995 fou nomenat alcalde de la Roca amb suport d'Iniciativa per Catalunya, però va morir sobtadament tres mesos més tard.
L'Arxiu de la Memòria Popular de la Roca del Vallès convoca anualment el Premi "Romà Planas i Miró" de Memorialisme Popular.